# Make Me (Britney-Spears-Lied)
Make Me… ist ein Lied der US-amerikanischen Sängerin Britney Spears und des Rappers G-Eazy. Der Song wurde für ihr neuntes Studioalbum Glory aufgenommen und ist die erste Singleauskopplung des Albums. Der Song wurde am 14. Juli 2016 veröffentlicht.

## Hintergrund
Im März 2015 hatte Spears angekündigt, dass sie neues Material für ihr nächstes Album aufnimmt. Es wurde zunächst angekündigt, dass der Song im Mai 2016 erscheinen sollte und sie diesen bei den Billboard Music Awards singen sollte, bevor ihr Album im Juni veröffentlicht wird. Bei den Awards erntete die Sängerin zwar Applaus und positive Kritik für ihr Hit-Medley u. a. aus Womanizer, I’m A Slave 4 U und Toxic, die neue Single jedoch feierte keine Premiere. Aufgrund von Produktionsschwierigkeiten wurde die Veröffentlichung des Songs – zu dem Zeitpunkt  mit dem Titel Make Me (Ooh) – auf den Sommer 2016 verschoben. Der Song mit dem finalen Titel Make Me… wurde schlussendlich am 14. Juli 2016 bei iTunes zum Download bereitgestellt und erreichte in kürzester Zeit in 45 Ländern Platz 1 der iTunes-Charts.

## Musikvideo
Das Musikvideo zu Make Me… wurde von David LaChapelle gedreht, welcher sich bereits für das Video zu Spears’ Single Everytime im Jahr 2004 verantwortlich zeigte. Die Dreharbeiten begannen am 2. Juni 2016.

## Kommerzieller Erfolg
Make Me… debütierte am 6. August 2016 auf Anhieb auf Platz 17 der US-amerikanischen Billboard Hot 100 und erreichte damit dort zusammen mit … Baby One More Time den sechsthöchsten Chart-Einstieg in Spears’ Karriere. In Frankreich (Platz 11), Kanada (Platz 20), der Schweiz (Platz 58), Österreich (Platz 61) und Deutschland (Platz 71) erreichte der Song direkt nach der Download-Veröffentlichung lediglich moderate Chartplatzierungen.
| ChartsChartplatzierungen       | Höchstplatzierung | Wochen |
| ------------------------------ | ----------------- | ------ |
| Deutschland (GfK)              | 71 (1 Wo.)        | 1      |
| Österreich (Ö3)                | 61 (2 Wo.)        | 2      |
| Schweiz (IFPI)                 | 58 (2 Wo.)        | 2      |
| Vereinigtes Königreich (OCC)   | 42 (3 Wo.)        | 3      |
| Vereinigte Staaten (Billboard) | 17 (9 Wo.)        | 9      |